# Polygala cyparissias
Polygala cyparissias är en jungfrulinsväxtart som beskrevs av A. St.-hil.. Polygala cyparissias ingår i släktet jungfrulinssläktet, och familjen jungfrulinsväxter. Utöver nominatformen finns också underarten P. c. laxifolia.

## Bildgalleri

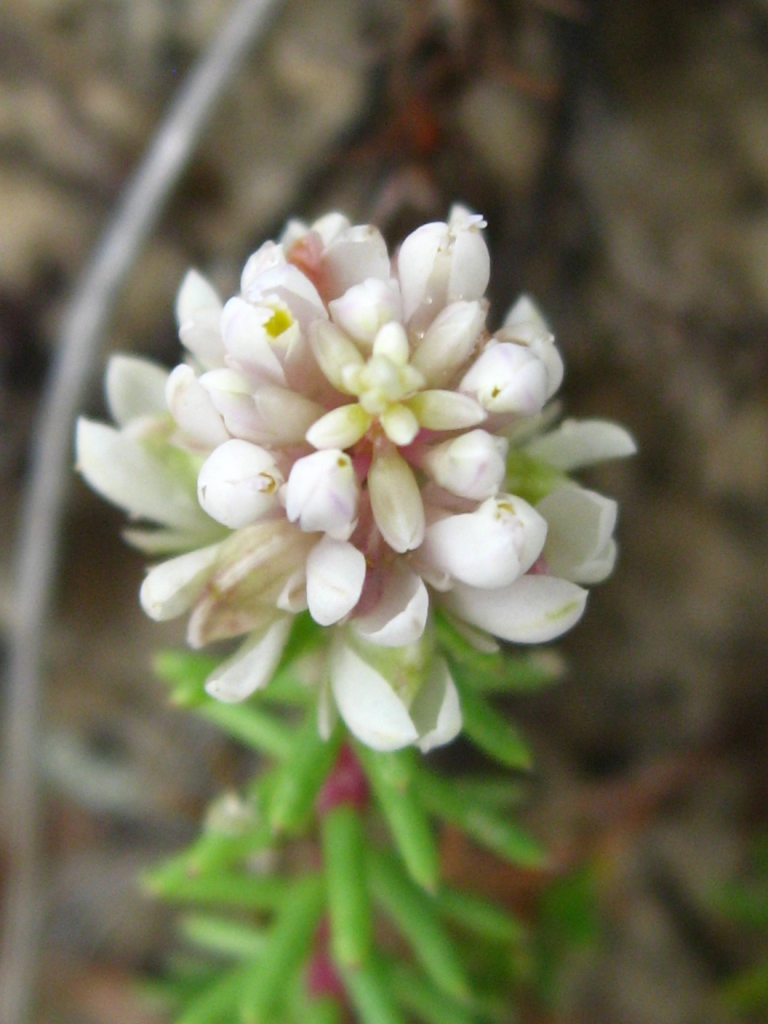
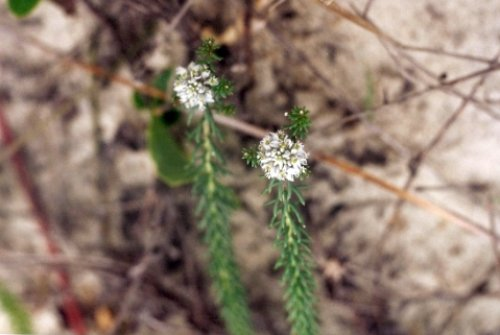